# Podolí, Vsetín
Podolí là một làng thuộc huyện Vsetín, vùng Zlínský, Cộng hòa Séc.